# Anales de Física
Anales de Física es una revista científica ya desaparecida, editada en español, revisada por pares científicos, que publicaba artículos sobre investigaciones en el campo de la física.  En 1903 fue publicada la primera edición con el nombre Anales de la Real Sociedad Española de Química y Física, por parte de la Real  Sociedad Española de Física y Química, que más tarde se convertiría en la Real Sociedad Española de Física (RSEF). 

## Fases de la revista
Los Anales de Física se publicaron en sucesivas fases:
- Anales de la Real Sociedad Española de Química y Física, desde el volumen 1 (1903) hasta el volumen 36 (1940), (ISSN 0365-6675, CODEN ASEFAR).
- Anales de Química y Física, desde el volumen 37 (1941) hasta el volumen 43 (1947), (ISSN 0365-2351, CODEN AFQMAH).

A partir del volumen 44 (1948), la revista se dividió en dos títulos de serie:
- Anales de la Real Sociedad Española de Física y Química / Serie A, Física, desde el volumen 44 (1948) hasta el volumen 63 (1967) (ISSN 0034-0871, CODEN ARSFAM).
- Anales de la Real Sociedad Española de Física y Química / Serie B, Química, desde el volumen (1948) hasta el volumen 63 (1967), (ISSN 0034-088X, CODEN ARSQAL).

Desde el volumen 64 (1968), ambas series se convirtieron en dos revistas independientes. La serie A (Física) se convirtió en 1968 en la revista Anales de Física editada por la Real Sociedad Española de Física (RSEF). La serie B (Química) se continuó publicando con el nombre Anales de Química editada por la Real Sociedad Española de Química (RSEQ):
- Anales  de Física (1968-1980), desde el volumen 64 (1968) hasta el volumen 76 (1980),  (ISSN 0365-4818,  CODEN ANFIA6). Este es el período de mayor producción según se contempla en la tabla siguiente.[2]
- Anales de Química (1968-1979), desde el volumen 64 (1968) hasta el volumen 75 (1979), (ISSN 0365-4990, CODEN ANQUBU).

| 1952-54 | 1972-74 | 1992-94 |
| ------- | ------- | ------- |
| 119     | 139     | 88      |

Desde el volumen 77 (1981) hasta el volumen 87 (1992), Anales de Física se dividió en dos subtítulos o series:
- Anales de Física / Serie A, Fenómenos e interacciones, (ISSN 0211-6243, CODEN AFAIDU)
- Anales de Física / Serie B, Aplicaciones, Métodos e Instrumentos, (ISSN 0211-6251, CODEN AFBIDZ).

Por último, la revista cambió su nombre a Anales de Física desde el volumen 88 (1992) hasta el volumen 94 (1998), (ISSN 1133-0376, CODEN AFISEX). En este período cae la presentación de artículos.
La publicación dejó de editarse después del n° 2 de 1998, cuando esta revista se fusionó con varias revistas europeas (Acta Physica Hungarica, Czechoslovak Journal of Physics, Il Nuovo Cimento, Journal de Physique, Portugaliae Physica y Zeitschrift für Physik) para fundar The European Physical Journal (EPJ). En el año 2000 se publicó un número de cierre de la revista (volumen 95).
Para continuar la tradición de la revista desaparecida, la Real Sociedad Española de Física (RSEF) está ahora publicando unas revistas tituladas Revista Española de Física (que sería la sucesora de los Anales de Física) y Revista Iberoamericana de Física.